# Mistrzostwa Europy w biegu 24-godzinnym 2016
21. Mistrzostwa Europy w biegu 24-godzinnym 2016 – zawody lekkoatletyczne, które odbyły się 22 i 23 października 2016 w Albi.
Polska drużyna kobiet zdobyła złoty medal, Patrycja Bereznowska srebrny medal indywidualnie, Agata Matejczuk brązowy medal indywidualnie.

## Medaliści
|                         | 1. miejsce                                                                          | Rezultat   | 2. miejsce                                                        | Rezultat   | 3. miejsce                                                             | Rezultat   |
| Mężczyźni indywidualnie | Dan Lawson                                                                          | 261,843 km | Ondřej Velička                                                    | 258,661 km | Stephane Ruel                                                          | 257,296 km |
| Mężczyźni drużynowo     | Francja 1. Stephane Ruel · 2. Piero Lattarico · 3. Patrick Ruiz                     | 763,291 km | Wielka Brytania 1. Dan Lawson · 2. Marco Consani · 3. James Elson | 743,269 km | Niemcy 1. Stefan Thoms · 2. Hilmar Langpeter · 3. Christof Kühner      | 720,006 km |
| Kobiety indywidualnie   | Maria Jansson                                                                       | 250,647 km | Patrycja Bereznowska                                              | 241,633 km | Agata Matejczuk                                                        | 232,285 km |
| Kobiety drużynowo       | Polska 1. Patrycja Bereznowska · 2. Agata Matejczuk · 3. Milena Grabska-Grzegorczyk | 701,429 km | Szwecja 1. Maria Jansson · 2. Annika Nilrud · 3. Sandra Lundqvist | 691,656 km | Francja 1. Anne Marie Vernet · 2. Nathalie Derault · 3. Valerie Vallon | 655,332 km |

## Reprezentacja Polski

### Mężczyźni
Drużyna mężczyzn zajęła 18. miejsce z wynikiem 440,214 km
| Miejsce | Zawodnik        | Klub                  | Rezultat   |
| 17.     | Przemysław Basa | TL Pogoń Ruda Śląska  | 236,776 km |
| 84.     | Roman Elwart    | KS Ziemi Puckiej Puck | 123,839 km |
| 93.     | Tomasz Kuliński | WKB Meta Lubliniec    | 79,599 km  |

### Kobiety
Drużyna kobiet zajęła 1. miejsce z wynikiem 701,429 km
| Miejsce | Zawodniczka                | Klub                 | Rezultat   |
| 2.      | Patrycja Bereznowska       | AZS AWF Katowice     | 241,633 km |
| 3.      | Agata Matejczuk            | KS Alaska Łódź       | 232,285 km |
| 5.      | Milena Grabska-Grzegorczyk | UKS Azymut Pabianice | 227,511 km |
| 7.      | Monika Biegasiewicz        | MKL Szczecin         | 224,193 km |
| 24.     | Aneta Rajda                | TL Pogoń Ruda Śląska | 206,560 km |